# فلیکا: کشور غرور
فلیکا: کشور غرور (انگلیسی: Flicka: Country Pride) یک فیلم به کارگردانی مایکل دامیان است که در سال ۲۰۱۲ منتشر شد. از بازیگران آن می‌توان به کلینت بلک، لیسا هارتمن بلک، و کیسی رول اشاره کرد.